# Heleno Fragoso
Heleno Cláudio Fragoso (* 5. Februar 1926 in Nova Iguaçu; † 18. Mai 1985 in Rio de Janeiro) war einer der prominentesten brasilianischen Strafrechtler und Kriminologen. Sein Studium absolvierte er an der Universität Rio de Janeiro. 1981 wurde er Ordinarius für Strafrecht an derselben Universität. Daneben war er Doctor honoris causa an der Universität Coimbra, Portugal. Vize-Präsident der Association Internationale de Droit Pénal und der International Commission of Jurists. Er war ein berühmter Strafverteidiger von vielen politischen Gefangenen während der Militärdiktatur in Brasilien (1964–1985).

### Werke Heleno Fragosos (alle auf Portugiesisch)
- Strafrecht, Allgemeiner Teil (Lições de Direito Penal, Parte Geral, 2006)
- Strafrecht, Besonderer Teil, zwei Bände (Lições de Direito Penal, Parte Especial, 2 volumes, 1988)
- Strafgesetzbuch – Kommentar, Fortsetzung des von Nelson Hungria begründeten Werks (Comentários ao Código Penal, 1981)
- Terrorismus und Politische Kriminalität (Terrorismo e Criminalidade Politica, 1981)
- Die Strafjustiz und die Revolution (A justiça penal e a revolução, 1965)
- Rechtsanwaltschaft der Freiheit (Advocacia da liberdade, 1984)
- Strafrecht und Menschenrechte (Direito Penal e Direitos Humanos, 1977)
- Rechte der Gefangenen (Direitos dos Presos, mit prof. Yolanda Catão, 1980).
- Strafbare Handlung (Conduta Punível, 1961)
- Kriminalrechtsprechung (Jurisprudência Criminal, 1982)
- Landessicherheitsgesetz, eine antidemokratische Erfahrung (Lei de Segurança Nacional: uma experiência antidemocrática, 1980)
- Betäubungsmittelnmissbrauch in der brasilianischen Gesetzgebung (Abuso de Drogas na Legislação Brasileira, 1976)
- Einführung in das Strafrecht und in den Strafprozeß (Primeiras Linhas sobre o Direito Penal e sobre o Processo Penal, 1975)